# Xylazin
Xylazin ist ein in der Tiermedizin sehr weit verbreitet eingesetzter Arzneistoff. Er wird als Beruhigungsmittel (Sedativum), Schmerzmittel (Analgetikum) und zur Entspannung der Skelettmuskulatur (Muskelrelaxans) verwendet.
Xylazin ist im deutschen Sprachraum für die meisten Haus-, Nutz- und Versuchstierarten zugelassen. Die Substanz aus der Klasse der Thiazinamine ähnelt hinsichtlich der chemischen Eigenschaften und der pharmakologischen Wirkung dem als Blutdrucksenker in der Humanmedizin eingesetzten Clonidin. Xylazin wird in der Tiermedizin als Hydrochlorid eingesetzt.

## Eigenschaften
Die Xylazinhydrochlorid-Lösung ist geruch- und nahezu geschmacklos und hat einen pH-Wert von 5,5. Die LD50 beträgt bei Katzen bei intravenöser Verabreichung 25 mg·kg−1, bei intramuskulärer 40 mg·kg−1. Das ist etwa das 20-Fache der empfohlenen Dosis.

## Wirkungsmechanismus
Xylazin wirkt als zentraler und peripherer α2-Adrenozeptor-Agonist. Die Plasmahalbwertszeit beträgt 1 bis 6 Minuten. Die Verstoffwechselung erfolgt in der Leber, die Ausscheidung zu 70 % über die Niere und zu 30 % über die Galle.
Der Wirkstoff bewirkt eine ausgeprägte Sedierung und Hypnose über etwa 30 Minuten. Sie ist bei Wiederkäuern am ausgeprägtesten. Schweine sind am wenigsten empfindlich, so dass hier eine Sedierung erst bei tödlichen Dosen eintritt. Daneben kann Xylazin unabhängig von seinen sedierenden Eigenschaften auch angstdämmend wirken.
Auch die schmerzstillende Wirkung (Analgesie) ist tierartlich unterschiedlich ausgeprägt und hält etwa 20 Minuten an. Sie beträgt zwischen einem Fünftel und der vollen Wirkung von Morphin, bei Bauchschmerzen (Kolik) übersteigt die Wirksamkeit beim Pferd sogar die des Morphins. An den Gliedmaßen ist die analgetische Wirkung bei Pferd und Rind dagegen für chirurgische Eingriffe unzureichend.
Die zentral muskelrelaxierende Wirkung von Xylazin ist eher gering und der von Chlordiazepoxid vergleichbar.
Die Wirkungen auf den Blutkreislauf sind zeitabhängig. Zunächst kommt es für etwa 15 Minuten durch die Stimulierung der peripheren α2-Adrenozeptoren zu einem Blutdruckanstieg sowie zu einer verminderten Herzfrequenz. Anschließend kommt es durch die nun überwiegende Wirkung auf die zentralen α2-Adrenozeptoren im Kreislaufzentrum zu einer herabgesetzten Aktivität des Sympathikus und damit zu einem anhaltenden Blutdruckabfall und einer verminderten Erregbarkeit des Herzens, die durch Atropin aufgehoben werden kann.
Schließlich besitzt Xylazin auch eine lokalanästhetische Wirkung, die über der des Procains liegt, in der tiermedizinischen Praxis jedoch nicht ausgenutzt wird.

## Anwendung und Missbrauch
Xylazin wird üblicherweise als intramuskuläre oder intravenöse Injektion zur Erzeugung einer Sedierung und Analgesie für Untersuchungen und Behandlungen verabreicht. Sehr häufig wird es mit Ketamin (Hellabrunner Mischung) oder mit Ketamin und Guaifenesin (Triple-Drip) zur Erzeugung einer intravenösen Narkose kombiniert. Diese Kombinationen eignen sich zur Durchführung von schmerzhaften Eingriffen und Operationen.
Bei Katzen wird der Wirkstoff auch als Brechmittel eingesetzt, die Erfolgsrate liegt etwa bei 50 %.
Seit etwa 2005 ist Xylazin, ursprünglich als Droge in Puerto Rico verbreitet, mit den entsprechenden Nebenwirkungen in den Vereinigten Staaten als verbreitete Straßen-Droge, meist als Beimengung, in Umlauf gelangt. Seit etwa 2020 steigt der Missbrauch der auch als Tranq (von Tranquilizer) bezeichneten Droge in den USA erheblich; oft wird das Medikament dabei mit Fentanyl gemischt, um dessen Wirkung zu verstärken und zu verlängern (Tranq Dope).

## Nebenwirkungen
Bei intramuskulärer oder subkutaner Injektion kann es gelegentlich zu geringgradigen vorübergehenden Gewebsschädigungen kommen.
Als Nebenwirkung senkt Xylazin nach einem initialen Blutdruckanstieg im weiteren Verlauf durch seine vasodilatative Wirkung den Blutdruck und kann außerdem zu Bradykardie führen. Bei Pferden kann für 1–3 Minuten ein AV-Block 2. Grades auftreten.
Eine häufigere Nebenwirkung sind Erregungszustände bei Hunden, Katzen, Rindern („Rompunbrüllen“) und bei intravenöser Anwendung auch bei Pferden.
Bei Rindern kommt es zu einem Anstieg der Körpertemperatur (Hyperthermie), während diese bei anderen Tieren aufgrund der Störung der Thermoregulation absinkt. Bei Wiederkäuern führt Xylazin zu einem starken Speichelfluss, wodurch die Gefahr einer Aspirationspneumonie besteht, die aber durch Atropin aufgehoben werden kann. Bei anderen Tierarten hemmt Xylazin dagegen den Speichelfluss. Bei Hunden und vor allem bei Katzen stimuliert Xylazin auch das Brechzentrum, so dass der Wirkstoff auch als Brechmittel eingesetzt werden kann. Vor allem bei Rindern wirkt Xylazin atemdepressiv. Bei Wiederkäuern kann durch die Hemmung der Pansenmotorik eine Pansentympanie auftreten. Bei Rindern wird auch ein Abfall des Insulinspiegels und damit Anstieg des Blutzuckerspiegels (Hyperglykämie) beobachtet. Außerdem hemmt Xylazin dosisabhängig die Ocytocinfreisetzung und den Milchfluss, weshalb der Wirkstoff nicht unmittelbar vor dem Melken eingesetzt werden sollte.
Bei Hunden können 3–4 Stunden nach der Anwendung plötzliche Todesfälle auftreten.
Bei trächtigen Rindern kann Xylazin im letzten Trächtigkeitsdrittel durch Stimulation der α-Rezeptoren der Gebärmutter eine Frühgeburt auslösen.

## Kontraindikationen
Kontraindikationen der Anwendung von Xylazin sind Herzprobleme aller Art, ein Blutvolumenmangel, Austrocknung, Zuckerkrankheit, Nieren- und Leberschäden, ein Schädel-Hirn-Trauma und Epilepsie. Bei Wiederkäuern darf es wegen der geburtseinleitenden Wirkung im letzten Drittel der Trächtigkeit nicht eingesetzt werden. Ein Einsatz des Medikaments bei Narkosen ab ASA-Gruppe III wird allgemein nicht empfohlen.
Bei einer Anwendung des Antiparasitikums Amitraz darf Xylazin wegen synergetischer Effekte nicht eingesetzt werden.

## Antagonisten
Die Wirkung von Xylazin lässt sich durch den Einsatz von Adrenozeptor-Antagonisten wie Atipamezol, Tolazolin und Yohimbin aufheben.

## Handels- und Szenenamen
Handelsnamen: Narcoxyl, Rompun, Xylasol, zahlreiche Generika
Szenename: Tranq